# Daniel Larsson (football)
Daniel Larsson, né le 25 janvier 1987 à Göteborg en Suède est un footballeur suédois. Il évolue comme attaquant à l'Akropolis IF.

## Biographie
Commençant sa carrière en 2004 au BK Häcken, Larsson influe beaucoup sur le jeu de son équipe, tout d'abord placé en milieu offensif, il change de position et de dimension lorsque son entraîneur révèle en lui ses capacités de buteur. Il signe en 2009 dans le club de Malmö FF, qui trouve en lui le successeur de Zlatan Ibrahimovic, non pas par le profil, mais par l'influence sur le jeu et par les qualités indéniables de buteur. Il s'installe alors parmi les meilleurs marqueurs du championnat Suédois et obtient même sa première sélection lors de l'année 2010.
Cette même annèe, il est un des grands artisans du titre de champion de Suède de Malmö, en totalisant à la fin de la saison 29 matches de championnat, 10 buts ainsi que 10 passes décisives.
À la fin de la saison 2012, en fin de contrat, il rejoint le Real Valladolid. Il marque son premier but en Liga le 25 octobre face au Rayo Vallecano.

## Profil
Attaquant percutant, rapide et solide malgré sa petite taille, Daniel Larsson se distingue aussi par sa technique balle au pied et par son altruisme lui permettant de réussir bon nombre de passes décisives au cours d'une saison. Cela compense ses lacunes en matière de 1 contre 1 (Sur la saison 2008-2009, il est l'attaquant ayant le ratio le plus faible en face à face, 1 sur 8 en moyenne), domaine dans lequel il s'est cependant amélioré, obtenant ainsi des sélections en équipe nationale.

## Sélection
- Suède : 5 sélections
- Première sélection le 20 janvier 2010 : Oman - Suède (0-1)

Daniel Larsson débute avec l'équipe nationale contre l'Oman lors de la tournée hivernale de 2010.
Le 17 mai 2010, il est appelé dans le groupe pour le match amical contre la Bosnie-Herzégovine.
Il est l'un des attaquants pré-sélectionné pour disputer l'Euro 2012, mais malheureusement pour lui, une blessure à la cheville l'empêche de participer à la prestigieuse compétition européenne. Il compte à ce jour (juillet 2012) 12 sélections pour 2 buts.

## Palmarès
Malmö FF
- Champion de Suède (1) : 2010

 Akhisar Belediyespor
- Coupe de Turquie (1) : 2018